# Zalog pri Šempetru
Zalog pri Šempetru je naselje v Občini Žalec.